# Саат кула (Дебър)
Саат кула (на македонска литературна норма: Саат-кула) е бившата часовникова кула в град Дебър, Република Македония.

## История
Кулата е изградена, когато градът е в рамките на Османската империя. Била е разположена в падината под Хункяр джамия. Разрушена е след Втората световна война.